# 陳年美酒
陳年美酒，是日本純種競賽馬匹。生涯活躍於一哩賽事，曾勝出富士錦標，亦於連續兩年的杜拜草地大賽跑獲亞軍及季軍。

## 出賽前
2016年2月20日出生於北海道千歲市社台牧場，成長途中於一口馬主俱樂部Shadai Race Horse Co. Ltd.進行馬主募集。
其後交由栗東訓練中心練馬師藤原英昭訓練。

## 競賽生涯

### 2歲
9月22日出戰阪神競馬場2歲新馬戰，比賽初段位置在中團偏後的位置，在直路上急劇加速下成功將對手超越，最終以1 1/4馬位優勢取得首勝。
其後選擇挑戰三級賽東京體育盃兩歲錦標，再度採用居中戰術展開賽事，於直路上不斷迫近前方的對手，可惜最終仍然以第三落敗。
年末增程出戰希望錦標，本次比賽保持在後方位置下在最後彎道逐步上前進佔位置，但在直路上展現的加速力不足下僅跑獲第六。

### 3歲
2019年首戰為2月的如月賞，改用先行戰術下一直維持在約莫第三的位置，雖然在直路上跑出不俗的速度，但最終以第四的戰績落敗。
1個月後以每日盃作為目標，於最後方位置追走下在彎道處抽出大外檔望空，於直路上不斷奔跑之下最終最至第三的戰績。
然而其後在雅靈頓盃中未能維持優秀表現，採取穩定的步伐前進下在直路突然失速後退，最終以第九大敗。
休養過後在9月7日出戰3歲以上一捷馬戰，比賽初段維持在約莫第八的中團位置，在第四彎道抽出大外檔徐徐而上，並在直路初段經已進佔前方位置。於直路上，其繼續保持過彎時的姿態展開衝刺，在最後200米透出下繼續拉開後方對手，最終2馬位優勢取勝。
10月13日出戰三年坂特別，比賽初段未有墮後下保持在先頭第四的位置展開推欸鞍，在直路初段經已展開加速下在最後200米取得領先，最終拉開後方對手2 1/2馬位達成連勝。順帶一提，這場賽事亦是著名的評述「甚麼！ 阿穆爾虎！？」（なにっ！シベリアンタイガー！？）的來源，當時賽事的評述員岡安讓在直路末段時説出了以下評述：「陳年美酒發力了，陳年美酒在直路剩餘三分一時發力了，外面上來的是阿穆爾虎，甚麼！阿穆爾虎！？這將成為巨大的爆冷！」（ヴァンドギャルドようやく伸びてきた、ヴァンドギャルド馬場の三分どころから伸びてくる、外からはシベリアンタイガー、なにっ！シベリアンタイガー！？れは大波乱になるぞ！）這段類似自問自答的有趣評述賽後隨即在社交媒體引發討論，直至現在亦會在名言評述中被提起。
1個月後繼續挑戰三捷馬戰喜迎錦標，本次比賽陳年美酒仍然採用先行戰術，並在最後彎道逐步抽出外檔位置避開內欄的爛地。進入直路後，其順利嚮應騎師岩田望來的指揮展開加速，最終在200米處取得領先並將優勢帶到終點，以三連勝的姿態晉級公開組。

### 4歲
2020年首戰為三級賽東京新聞盃，然而本次比賽保持在約莫第八的為位置等待時機下未能在直路展現有效的加速，最終僅以第六完賽。
4月26日出戰讀賣盃，比賽初段隨即墮後至尾二位置緩慢推進，在彎道處亦未見有任何的動作。進入直路後，其奮力從外檔位置殺上並不斷加速，最終在跑出後600米32.7秒的速度下取得第三的戰績。
6月出戰上半年大目標安田紀念，然而在中段位置保持姿態下在直路上的走勢並不明顯，最終無法突圍以第十大敗。
休養過後在10月復出出戰富士錦標作為熱身，賽前取得第五人氣。比賽開始後，其以穩定的姿態保持在中團位置展開推進，沿途未有上前的跡象甚至稍為墮後，直至最後彎道稍微外閃取位。進入直路後，其迅速在外檔位置展開加速，不斷蠶食前方對手下最終在最後100米處取得領先，以1 1/4馬位壓贏禮讚歌詠取得首個分級賽冠軍。
11月乘勢出戰一哩冠軍賽，然而再度因為未能從中團位置展開衝刺而僅跑獲第六。

### 5歲
2021年首戰仍然為東京新聞盃，本次比賽選擇在先頭第六的位置展開推進，但在直路上的反應不明顯下未能壓制空手道、哥德教堂及影子歌姬取得第四。
其後遠征阿聯酋出戰杜拜草地大賽，比賽初段因順利出閘保持在先頭位置穩步推進，同時維持良好的節奏。進入直路後，其於中檔位置逐步尋找發力點，在中段開始加速下直迫前方賽駒，但仍然敗於諾斯勳爵取得第二。
回國稍為休養後出戰10月的每日王冠，但在中團位置展開推進下在直路的反應平平，最終以第八落敗。
11月6日遠征美國出戰育馬者盃一哩大賽以第十二大敗，12月轉戰香港以香港一哩錦標作為目標亦未能發揮最大實力，以第六的戰績完賽。

### 6歲
2022年3月再度遠征杜拜草地大賽，本次比賽選擇留後的策略，在大部份時間均處於隊伍最後方的位置。進入直路後，其迅速在外檔望空並逐步上前加速，但最終仍然未能壓贏率先透出的本初之海及諾斯勳爵，最終以第三落敗。
回過後直接以安田紀念作為目標，然而在直路上突然失速墮後，沉底下以第十五大敗。

### 7歲
休養過後在2023年遠征沙特阿拉伯出戰沙特盃，但未有足夠的適性下最終以第十一大敗，其後前往阿聯酋第三度挑戰杜拜草地大賽亦以包尾第十四完賽。
回國後於宮城縣山元町山元訓練中心接受檢疫時被發現在比賽途中左前腳出現肌腱炎的症狀，於陣營商討過後決定安排其退役。

### 詳細賽績
| 日期       | 舉辦國家   | 馬場     | 距離   | 級別 | 賽事名稱           | 負重 | 騎師     | 馬號 | 出馬 | 名次 | 時間      | 頭馬（二馬）          |
| ---------- | ---------- | -------- | ------ | ---- | ------------------ | ---- | -------- | ---- | ---- | ---- | --------- | --------------------- |
| 22/9/2018  | 日本       | 阪神     | 草1600 |      | 2歲新馬            | 54   | 北村友一 | 1    | 12   | 1    | 1:36.8    | （Omega Heart Queen） |
| 17/11/2018 | 日本       | 東京     | 草1800 | GIII | 東京體育盃兩歲錦標 | 55   | 杜滿樂   | 5    | 16   | 3    | 1:46.6    | Nishino Daisy         |
| 28/12/2018 | 日本       | 中山     | 草2000 | GI   | 希望錦標           | 55   | 杜滿樂   | 11   | 13   | 6    | 2:02.2    | 農神節慶              |
| 3/2/2019   | 日本       | 京都     | 草1800 | GIII | 如月賞             | 56   | 杜滿萊   | 3    | 8    | 4    | 1:49.4    | Danon Chaser          |
| 23/3/2019  | 日本       | 阪神     | 草1800 | GIII | 每日盃             | 56   | 李慕華   | 13   | 13   | 3    | 1:47.4    | 聚氣成鋒              |
| 13/4/2019  | 日本       | 阪神     | 草1600 | GIII | 雅靈頓盃           | 56   | 杜滿萊   | 12   | 18   | 9    | 1:34.6    | 嬌花吐艷              |
| 7/9/2019   | 日本       | 阪神     | 草1600 |      | 3歲以上一捷馬戰    | 55   | 福永祐一 | 7    | 13   | 1    | 1:33.2    | （鵠志王）            |
| 13/10/2019 | 日本       | 京都     | 草1600 |      | 三年坂特別         | 55   | 福永祐一 | 9    | 13   | 1    | 1:33.7    | （阿穆爾虎）          |
| 24/11/2019 | 日本       | 東京     | 草1800 |      | 喜迎錦標           | 55   | 岩田望來 | 8    | 15   | 1    | 1:48.3    | （特定金賞）          |
| 9/2/2020   | 日本       | 東京     | 草1600 | GIII | 東京新聞盃         | 56   | 福永祐一 | 2    | 16   | 6    | 1:33.2    | 大場面                |
| 26/4/2020  | 日本       | 京都     | 草1600 | GII  | 讀賣盃             | 56   | 岩田望來 | 7    | 11   | 3    | 1:32.9    | 冠軍車手              |
| 7/6/2020   | 日本       | 東京     | 草1600 | GI   | 安田紀念           | 58   | 岩田望來 | 13   | 14   | 10   | 1:32.7    | 放聲歡呼              |
| 24/10/2020 | 日本       | 東京     | 草1600 | GII  | 富士錦標           | 56   | 福永祐一 | 5    | 12   | 1    | 1:33.4    | （禮讚歌詠）          |
| 22/1/20202 | 日本       | 阪神     | 草1600 | GI   | 一哩冠軍賽         | 57   | 戶崎圭太 | 16   | 17   | 6    | 1:32.5    | 放聲歡呼              |
| 7/2/2021   | 日本       | 東京     | 草1600 | GIII | 東京新聞盃         | 57   | 福永祐一 | 13   | 16   | 4    | 1:32.7    | 空手道                |
| 27/3/2021  | 阿聯酋     | 美丹     | 草1800 | GI   | 杜拜草地大賽       | 57   | 巴米高   | 12   | 12   | 2    | 記錄缺失R | 諾斯勳爵              |
| 10/10/2021 | 日本       | 東京     | 草1800 | GII  | 每日王冠           | 57   | 福永祐一 | 12   | 13   | 8    | 1:45.5    | 速度大師              |
| 6/11/2021  | 美國       | 德爾馬   | 草1600 | GI   | 育馬者盃一哩大賽   | 57   | 福永祐一 | 7    | 13   | 12   | 記錄缺失  | 太空藍調              |
| 12/12/2021 | 香港       | 沙田     | 草1600 | GI   | 香港一哩錦標       | 57   | 田泰安   | 7    | 11   | 6    | 1:34.31   | 金鎗六十              |
| 26/3/2022  | 阿聯酋     | 美丹     | 草1800 | GI   | 杜拜草地大賽       | 57   | 巴米高   | 15   | 14   | 3    | 記錄缺失  | 諾斯勳爵 本初之海[a]  |
| 5/6/2022   | 日本       | 東京     | 草1600 | GI   | 安田紀念           | 58   | 岩田望來 | 2    | 18   | 15   | 1:33.2    | 前人足跡              |
| 25/2/2023  | 沙特阿拉伯 | 安都拉茲 | 泥1800 | GI   | 沙特盃             | 57   | 巴米高   | 11   | 13   | 11   | 1:54.27   | 本初之海              |
| 25/3/2023  | 阿聯酋     | 美丹     | 草1800 | GI   | 杜拜草地大賽       | 57   | 巴米高   | 16   | 14   | 14   | 1:51.36   | 諾斯勳爵              |

a 此兩駒為平頭冠軍

## 退役後
退役後，陳年美酒成為了配種馬，被輸出至巴西休養，在2023年成為配種馬。首批子嗣將於2024年出生。首批子嗣可於2026年出賽。

## 血統簡介
父系大震撼為日本賽駒，為日本賽馬史上第二匹無敗三冠馬，生涯出戰十四場賽事僅得兩場未能勝出，退役後配種成績亦極為優秀，被譽為「平成之飛馬」。祖父週日寧靜是美國三冠賽雙料冠軍馬，退役後在日本配種，在日本馬壇相當成功，贏得多項分級賽事，其子嗣贏得巨額獎金。
母系Skia為法國賽駒，生涯戰績不俗，曾勝出三級賽空中錦標。外祖父發動力為英國賽駒，生涯戰績優秀，曾勝出一級賽葉森打吡大賽及馬報錦標。

### 血統表
| 父線：週日寧靜系（Halo系）   |                            |                |                 |
| 種馬 大震撼 2002年（棗色）   | 週日寧靜 1986年（棕色）    | Halo           | Hail to Reason  |
| 種馬 大震撼 2002年（棗色）   | 週日寧靜 1986年（棕色）    | Halo           | Cosmah          |
| 種馬 大震撼 2002年（棗色）   | 週日寧靜 1986年（棕色）    | Wishing Well   | Understanding   |
| 種馬 大震撼 2002年（棗色）   | 週日寧靜 1986年（棕色）    | Wishing Well   | Mountain Flower |
| 種馬 大震撼 2002年（棗色）   | 風中秀髮 1991年（棗色）    | Alzao          | 利法爾          |
| 種馬 大震撼 2002年（棗色）   | 風中秀髮 1991年（棗色）    | Alzao          | Lady Rebecca    |
| 種馬 大震撼 2002年（棗色）   | 風中秀髮 1991年（棗色）    | Burghclere     | Busted          |
| 種馬 大震撼 2002年（棗色）   | 風中秀髮 1991年（棗色）    | Burghclere     | Highclere       |
| 繁殖雌馬 Skia 2007年（棗色） | 發動力 2002年（棗色）      | 望族           | 鞍匠井          |
| 繁殖雌馬 Skia 2007年（棗色） | 發動力 2002年（棗色）      | 望族           | Floripedes      |
| 繁殖雌馬 Skia 2007年（棗色） | 發動力 2002年（棗色）      | Out West       | Gone West       |
| 繁殖雌馬 Skia 2007年（棗色） | 發動力 2002年（棗色）      | Out West       | Chellingoua     |
| 繁殖雌馬 Skia 2007年（棗色） | Light Quest 2000年（棗色） | Quest for fame | 追逐彩虹        |
| 繁殖雌馬 Skia 2007年（棗色） | Light Quest 2000年（棗色） | Quest for fame | Aryenne         |
| 繁殖雌馬 Skia 2007年（棗色） | Light Quest 2000年（棗色） | Gleam of Light | 丹山            |
| 繁殖雌馬 Skia 2007年（棗色） | Light Quest 2000年（棗色） | Gleam of Light | Gold Runner     |
| 雌系：號族：1-k              |                            |                |                 |
| 五代內近親交配：北地舞人 5×5 |                            |                |                 |

## 命名由來
名字Vin de Garde（ヴァンドギャルド）於法語中，意思為：「越長年份越香醇的酒」，香港則取其意，翻譯為「陳年美酒」。

## 外部連結
- 陳年美酒 netkeiba.com
- 血統表